# Столбова, Ксения Андреевна
Ксения Андреевна Столбова (род. 7 февраля 1992, Санкт-Петербург) — российская фигуристка, выступавшая в парном катании. В паре с Фёдором Климовым становилась олимпийской чемпионкой (командный турнир, 2014), серебряным призёром Олимпийских игр (парное катание, 2014), трёхкратной чемпионкой России (2014, 2015, 2017), серебряным призёром чемпионата мира (2014) и Европы (2014, 2015, 2018).
Столбова начала заниматься парным катанием в четырнадцать лет. Её первым партнёром был Артур Минчук, совместно они стали одиннадцатыми на чемпионате России (2009). Затем выступала с Фёдором Климовым, добившись с ним основных успехов в карьере. В 2018 году пара распалась. Столбова образовала дуэт с Андреем Новосёловым, с которым каталась на протяжении одного сезона, после чего завершила соревновательную карьеру.
По состоянию на март 2016 года Столбова и Климов занимали второе место в рейтинге Международного союза конькобежцев.

## Карьера
Ксения Столбова начала заниматься фигурным катанием в 6 лет. Она перешла в парное катание, когда ей было 14 лет, так как хотела попробовать что-то новое. В течение двух лет Ксения каталась с Артуром Минчуком, а в 2009 году тренер Людмила Великова поставила её в пару с Фёдором Климовым.
Они отобрались в финал юниорского Гран-при в первом же совместном сезоне, но заняли там седьмое место из-за того, что были больны. Затем выиграли первенство России среди юниоров и завоевали бронзу юниорского чемпионата мира.
В сезоне 2010/2011 фигуристы выиграли оба этапа юниорского Гран-при и вышли в финал серии, где стали вторыми. На дебютном этапе Гран-при среди взрослых Skate America 2010 заняли пятое место. Второй раз выиграв первенство России среди юниоров, вошли в состав сборной на чемпионат мира среди юниоров, где завоевали серебряные медали.
В сезоне 2011/2012 выступили на этапах Гран-при во Франции (седьмое место) и России (четвёртое место). На чемпионате России 2012 завоевали серебряные медали, но так как на том турнире не участвовали две сильнейшие спортивные пары страны — Волосожар / Траньков и Кавагути / Смирнов, то на чемпионат Европы Столбова и Климов были заявлены в качестве запасных. Но Кавагути и Смирнов снялась с европейского первенства по медицинским показаниям, и Столбова с Климовым заменили их в составе сборной. Дебют на первенстве континента оказался успешным — Столбова и Климов завоевали бронзовые медали.
В 2014 году на Олимпийских играх стали чемпионами в командных соревнованиях. В произвольной программе они стали первыми, тем самым принесли сборной России десять максимально возможных очков. В турнире спортивных пар завоевали серебряные медали.

В 2014—2015 годах постановщиком обеих программ стал Николай Морозов.
«Мы с Федором любим динамичную музыку в короткой программе. Именно такое пожелание мы высказали Николаю. Он предложил достаточно необычную музыку — из кинофильма „Крадущийся тигр, затаившийся дракон“. Ни у Николая, ни тем более у нас до этого не было опыта работы с китайской музыкой. Поэтому мы втроем специально ездили в китайский народный центр в Нью-Йорке, где взяли полуторачасовой урок хореографии. И вышли оттуда наполненные массой идей, которые и постарались воплотить на льду. Что же касается произвольной, то взять музыку из „Нотр-Дам де Пари“ было совместной идеей. Мы лишь сошлись во мнении, что это должна быть не уже набившая оскомину „Бэль“, а нарезка из других музыкальных тем», — сказала Столбова.
Пара начала сезон с двух побед этапах Гран-при. В финале серии уступили золотые медали канадцам Дюамель и Рэдфорду. На декабрьском чемпионате России повторили прошлогодний успех, став двукратными чемпионами страны.
В сезоне 2015/2016 стали первой в истории парой, прыгнувшей каскад 3-3-2. В финале Гран-При получили 154,60 баллов за произвольную программу, что на тот момент стало вторым результатом в мире, уступив 0,06 балла мировому рекорду Волосожар и Транькова. Но затем Климов получил травму, и пара снялась с чемпионата России и Европы. Из-за травмы и восстанвления они не выступали на протяжении четырёх месяцев. На мировом чемпионате в Бостоне пара оказалась лучшей из российских, расположившись на четвёртом месте.
Предолимпийский сезон для пары начался лишь в декабре 2017 года на чемпионате России, поскольку ранее Столбова была травмиована и не могла выступать. На чемпионате страны они в третий раз завоевали золотые медали. Через месяц они выступали на чемпионате Европы, где стали четвёртыми, а на чемпионате мира заняли пятую строчку. Их результат на этом чемпионате способствовал завоеванию трёх путёвок для России на Олимпийские игры.
В олимпийском сезоне стартовали на Финляндия Трофи, финишировав с бронзовыми медалями. На Гран-при России и Японии стали серебряными медалистами, что позволило выйти в финальный турнир, на котором финишировали рядом с пьедесталом. Затем стали серебряными призёрами на чемпионате России и Европы. Сразу после европейского чемпионата МОК принял решение о недопуске Столбовой и Климова на Олимпийские игры. Далее фигуристы решили не выступать на мировом чемпионате. В 2018 году спортсмены заявили, что прекращают сотрудничество. Климов перешёл на тренерскую работу, а Ксения занялась поиском партнёра, которым стал Андрей Новосёлов, катавшийся за Францию.
Из-за смены партнёром спортивного гражданства дуэт пропустил сезон 2018/2019. Из-за невозможности соревноваться они занималась отработкой элементов и скаткой. Фигуристы приняли решение жить и тренироваться в Перми — родном городе Андрея. Летом 2019 года французская федерация ледовых видов спорта дала разрешение Новосёлову выступать за Россию. Пара провела один совместный сезон, после чего в феврале 2020 года Столбова завершила соревновательную карьеру.

## Программы
(В паре с Андреем Новосёловым)
| Сезон   | Короткая программа                                                                   | Произвольная программа                       |
| ------- | ------------------------------------------------------------------------------------ | -------------------------------------------- |
| 2019–20 | «Rebirth» Hi-Finesse и Наташа Атлас «I'll Take Care of You» Бет Харт и Джо Бонамасса | «Лунная соната» в исполнении Hidden Citizens |

(В паре с Фёдором Климовым)
| Сезон   | Короткая программа                                                                  | Произвольная программа                                    |
| ------- | ----------------------------------------------------------------------------------- | --------------------------------------------------------- |
| 2017–18 | «Tango de Besame» Benise                                                            | «Кармен-сюита»                                            |
| 2016–17 | «Clair de lune» Клод Дебюсси                                                        | «Après la pluie», «Pomeriggio» и «Lied guitare» Рене Обри |
| 2015–16 | «I Put a Spell on You» Энни Леннокс                                                 | «Man and Shadow» Дэнни Эльфман                            |
| 2014–15 | Саундтрек к фильмам «Крадущийся тигр, затаившийся дракон» и «Дом летающих кинжалов» | «Нотр-Дам де Пари» Риккардо Коччанте                      |
| 2013–14 | «Surrender» Джесси Кук                                                              | Саундтрек к «Семейке Аддамс» Марк Шейман                  |
| 2012–13 | Саундтрек к «Интервью с вампиром» Эллиот Голденталь                                 | Саундтрек к «Семейке Аддамс» Марк Шейман                  |
| 2011–12 | «Болеро» Морис Равель                                                               | «Половецкие пляски» Александр Бородин                     |
| 2010–11 | «Астурия» Исаак Альбенис                                                            | Музыка из фильма «Дорога» Нино Рота                       |
| 2009–10 | «Русская фантазия»                                                                  | «Восточная фантазия»                                      |

## Результаты
| Соревнования               | 04/05 | 05/06 |
| -------------------------- | ----- | ----- |
| Кубок Ниццы среди новичков | 3     |       |
| Первенство среди юниоров   |       | 16    |

| Соревнования              | 06/07 | 07/08 | 08/09 |
| ------------------------- | ----- | ----- | ----- |
| Взрослый чемпионат России |       |       | 11    |
| Первенство среди юниоров  | 12    | 10    |       |

| Соревнования     | 19/20 |
| ---------------- | ----- |
| Гран-при России  | 5     |
| Чемпионат России | WD    |

(В паре с Фёдором Климовым)
| Соревнования                | 09/10         | 10/11         | 11/12         | 12/13         | 13/14         | 14/15         | 15/16         | 16/17         | 17/18         |
| Международные               | Международные | Международные | Международные | Международные | Международные | Международные | Международные | Международные | Международные |
| --------------------------- | ------------- | ------------- | ------------- | ------------- | ------------- | ------------- | ------------- | ------------- | ------------- |
| Олимпиада — пары            |               |               |               |               | 2             |               |               |               |               |
| Олимпиада — команда         |               |               |               |               | 1             |               |               |               |               |
| Чемпионат мира              |               |               |               |               | 2             |               | 4             | 5             |               |
| Чемпионат Европы            |               |               | 3             | 6             | 2             | 2             |               | 4             | 2             |
| Финал Гран-при              |               |               |               |               |               | 2             | 1             |               | 4             |
| Гран-при Японии             |               |               |               |               |               |               |               |               | 2             |
| Гран-при Китая              |               |               |               | 3             |               |               |               |               |               |
| Гран-при Франции            |               |               | 7             | 5             |               | 1             |               |               |               |
| Гран-при России             |               |               | 4             |               | 4             | 1             | 1             |               | 2             |
| Гран-при США                |               | 5             |               |               | 3             |               | 4             |               |               |
| Finlandia Trophy            |               |               |               |               |               |               |               |               | 3             |
| Мемориал Непелы             |               |               |               |               |               |               | 1             |               |               |
| Универсиада                 |               |               |               |               | 1             |               |               |               |               |
| Кубок Варшавы               |               |               |               |               | 1             |               |               |               |               |
| Bavarian Open               |               |               |               | 1             |               |               |               |               |               |
| Кубок Ниццы                 |               |               |               | 2             |               |               |               |               |               |
| Международные среди юниоров |               |               |               |               |               |               |               |               |               |
| Чемпионат мира              | 3             | 2             |               |               |               |               |               |               |               |
| Финал Гран-при              | 7             | 2             |               |               |               |               |               |               |               |
| Гран-при Австрии            |               | 1             |               |               |               |               |               |               |               |
| Гран-при Великобритании     |               | 1             |               |               |               |               |               |               |               |
| Гран-при Беларуси           | 7             |               |               |               |               |               |               |               |               |
| Гран-при США                | 2             |               |               |               |               |               |               |               |               |
| Национальные                |               |               |               |               |               |               |               |               |               |
| Чемпионат России            |               | 6             | 2             | 3             | 1             | 1             |               | 1             | 2             |
| Первенство среди юниоров    | 1             | 1             |               |               |               |               |               |               |               |

## Награды и звания
- Орден Дружбы (24 февраля 2014 года) — за большой вклад в развитие физической культуры и спорта, высокие спортивные достижения на XXII Олимпийских зимних играх 2014 года в городе Сочи[21][22].
- Благодарность Президента Российской Федерации (24 декабря 2013 года) — за высокие спортивные достижения на XXVI Всемирной зимней Универсиаде 2013 года в городе Трентино (Италия)[23].
- Заслуженный мастер спорта России (10 февраля 2014 года)[24]
- Мастер спорта России международного класса (20 апреля 2012 года)[25].